# Веселаго, Елена Борисовна
Елена Борисовна Веселаго (в девичестве Коялович; 27 декабря 1895 — 9 июня 1987) — советский византинист, кандидат исторический наук, доцент кафедры древних языков исторического факультета МГУ.

## Биография
Родилась в Петербурге в дворянской семье. Дед — Михаил Осипович Коялович, профессор Санкт-Петербургской духовной академии. Отец — Борис Михайлович Коялович, профессор математики и метрологии. После окончания гимназии поступила на Бестужевские курсы, где прошла полный курс (1913–1918), но не стала сдавать экзамены и получать диплом. В 1918 г. вышла замуж за Георгия Сергеевича Веселаго, дворянина, инженера-энергетика. Вместе с мужем жила на Волховстрое и на строительстве Днепрогэса. В 1937 г. муж погиб в железнодорожной катастрофе. Елена Борисовна поступила в ИФЛИ, после его ликвидации сдала экзамены экстерном в МГУ на кафедре классической филологии филологического факультета. С 1946 г. работала на этой кафедре; с осени 1949 г. — на кафедре древних языков исторического факультета. Преподавала латинский и древнегреческий языки. Ушла на пенсию в 1963 г. Похоронена на Донском кладбище рядом с мужем.

## Научная деятельность
Автор 12 научных трудов. В 1955 г. защитила кандидатскую диссертацию на тему «Византийский историк XV в. Лаоник Халкокондил как источник по истории средневековой Албании». Перевела целиком сочинение Леоника; неизданную рукопись передала в Академию наук. В 1958 г. получила звание доцента. Среди её учеников — многие российские византинисты, в том числе Б. Л. Фонкич.

## Семья
- Муж — Георгий Сергеевич Веселаго (1893—1937). Два сына:
  - Андрей Георгиевич Веселаго (1918–1943) — умер во время Великой Отечественной войны в госпитале от ранений.
  - Виктор Георгиевич Веселаго (1929–2018), физик.

## Публикации

### Статьи
- Известия Лаоника Халкокондила об албанцах // Византийский Временник. Том 10 (35).
- Рецензия на: The Fall of Constantinople // Византийский Временник. Том 11 (36).
- Историческое сочинение Лаоника Халкокондила: (Опыт литературной характеристики)  // Византийский Временник. Том 12 (37).
- Еще раз о Лаонике Халкокондиле и его историческом труде // Византийский Временник. Том 14 (39).

### Переводы
- Лаоник Халкокондил. История (из книги VIII). Перевод и предисловие[2] // Византийский Временник. Том 7 (32).
- Лаоник Халкокондил. История (полный перевод, не опубликован).